# Barranc de Cal Xonic
El Barranc de Cal Xonic és un torrent afluent per l'esquerra de la Riera de Vallmanya, al Solsonès.

## Municipis per on passa
El curs del Barranc de Cal Xonic transcorre íntegrament pel terme municipal de Pinós.

## Xarxa hidrogràfica
La xarxa hidrogràfica del Barranc de Cal Xonic està constituïda per 124 cursos fluvials que sumen una longitud total de 39.931 m.

### Afluents destacables
⊙ El Rasa de l'Obaga de Cal Xandró
⊙ El Barranc de Cal Cabot

### Distribució municipal
El conjunt de la seva xarxa hidrogràfica transcorre íntegrament pel terme municipal de Pinós.